# Otto-Erich Kahn
Pour les articles homonymes, voir Kahn.
Otto Erich Kahn, né le 4 mars 1908 à Berlin et mort en 1977, est un nazi allemand impliqué dans le massacre d'Oradour-sur-Glane.

## Biographie

### Carrière
Otto Erich Kahn entre le 23 octobre 1938 dans la SS « Reich » avec le numéro 2047.
En octobre 1939, Otto Erich Kahn est placé sur le chemin de la délégation du président de district de Potsdam. Il est affecté en mars à la Feldgendarmerie de la division SS-VT et rejoint l'unité de Feldgendarmerietrupps.
Il participe à la campagne de France et obtient la croix de fer de 2ème classe le 27 novembre 1940. Il combat sur le front de l'Est avec la 2e division SS Das Reich de la Waffen-SS, puis il est nommé à la tête de la 3./I./SS-Panzergrenadier-Regiment.4 « Der Führer », c'est-à-dire chef de la compagnie commandée par le SS-Brigadeführer Heinz Lammerding, sous les ordres de son supérieur SS-Stubaf Adolf Diekmann, commandant du 1er bataillon de ce même régiment,.

### Massacre d'Oradour-sur-Glane
Le 10 juin 1944, alors que les Alliés ont débarqué depuis quelques jours en Normandie, Otto Erich Kahn participe au Massacre d'Oradour-sur-Glane. Il est l'un des responsables comme Heinz Barth. 643 civils sont massacrés. La compagnie quitte Nieul au cours de la journée du 12 juin et arrive quelques jours après en Normandie. Elle est engagée à partir du 28 juin au sud-ouest de Caen où elle est décimée en quelques jours.
Il existe plusieurs déclarations de témoins survivants au procès de Bordeaux en 1953 qui montrent que Otto Erich Kahn est pleinement impliqué dans les tueries et agit de manière brutale.

### Après la Guerre
À la fin de la guerre, Otto Erich Kahn est à Prague. Il est prisonnier des Soviétiques puis libéré à la fin de 1945. Il revient en Allemagne de l'Ouest en passant par l'Autriche. Il vit en Allemagne et y meurt en 1977. Il est enterré à Ottmarsbocholt, au sud-ouest de Münster.
Marié, il est père de trois enfants.